# 1996年蘭嶼地震
1996年蘭嶼地震發生於1996年9月6日台灣時間7時42分，震央位於蘭嶼西方海面，深度14.8公里，芮氏規模7.1。臺灣各地均有震感，但並未造成重大災情。1978年7月23日該地區曾發生過規模6.8的地震。

## 延伸閱讀
- 吳典諺（1999）1996年9月5日蘭嶼地震震源破裂過程，國立中央大學地球物理研究所碩士論文。